# Kernenergiecentrale Tomari
Kernenergiecentrale Tomari (Japans: 泊発電所, Tomari hatsudensho) is een kerncentrale in het dorp Tomari (Shiribeshi) in de prefectuur Hokkaido in Japan. De centrale beschikt over 3 drukwaterreactoren en kan een elektrisch vermogen van 2062 MW produceren. De centrale wordt beheerd door Hokkaido Electric Power Co., het hoofdkantoor is gevestigd in Sapporo.
Op 5 mei 2012 werd reactor 3 buiten werking gesteld voor onderhoudsinspecties. De reactor was op dat moment de enige nog werkende kernreactor in Japan.
Fugen ·
Fukushima I ·
Fukushima II ·
Genkai ·
Hamaoka ·
Higashidōri ·
Ikata ·
JPDR ·
Kashiwazaki-Kariwa ·
Mihama ·
Monju ·
Oi ·
Oma ·
Onagawa ·
Sendai ·
Shika ·
Shimane ·
Takahama ·
Tokai ·
Tomari ·
Tsuruga